# Grand Prix-wegrace van Finland 1982
De Grand Prix-wegrace van Finland 1982 was de elfde Grand Prix van het wereldkampioenschap wegrace-seizoen 1982. De races werden verreden op 15 augustus 1982 op het stratencircuit Imatra (Zuid-Finland). De zijspanrace kostte het leven aan coureur Jock Taylor. Het was, tot 2020, de laatste keer dat er een WK-GP in Finland georganiseerd werd. 

## Algemeen
De Finse Grand Prix verregende totaal. Het regende zo hard, dat zelfs solomotoren last kregen van aquaplaning. Een aantal coureurs stopten voortijdig en Toni Mang stopte zelfs even om de organisatie te vragen de 350cc-race te staken. Dat werd geweigerd en Mang won alsnog. Ook een aantal zijspancoureurs wilden niet starten, maar anderen, zoals Alain Michel en Jock Taylor wilden wel rijden waardoor iedereen werd gedwongen te starten om de posities in het wereldkampioenschap niet in gevaar te brengen. De Finse Grand Prix stond al jaren onder druk omdat het wegdek zeer slecht was en het stratencircuit, omzoomd door bomen en lantaarnpalen, ook zonder regen al gevaarlijk genoeg was. De zijspanklasse had ze in 1973 geboycot en toen had het tot 1980 geduurd voordat er weer zijspannen in Finland reden. Verbeteringen bleven door geldgebrek uit en dit was dan ook de laatste Grand Prix van Finland. 

## 350 cc
Na een hele dag regen werden de omstandigheden steeds slechter. Toni Mang nam al vanaf het begin van de 350cc-race een enorme voorsprong. Christian Sarron wist het gat iets te dichten, maar toen Mang dat in de gaten kreeg reed hij weer verder weg. Pekka Nurmi ondervond (op de tweede plaats liggend) hoe glad het was toen hij op het rechte stuk zijn gas dichtdraaide en zijn Yamaha gewoon onder hem wegsloeg. In de tiende ronde reed Toni Mang de pit in om de organisatie te vragen de race te staken, maar dat werd niet gehonoreerd. Sarron had al voor de race aangegeven onder geen voorwaarde te stoppen en dat liet Mang niet op zich zitten. Er waren nog negen ronden te rijden en die gebruikte hij om Sarron te achterhalen, te passeren en zelfs dertien seconden uit te lopen.

### Uitslag 350 cc
| Pos | Coureur             | Merk              | Tijd         | Grid | Punten |
| --- | ------------------- | ----------------- | ------------ | ---- | ------ |
| 1   | Toni Mang           | Kawasaki          | 44"33'5      | 4    | 15     |
| 2   | Christian Sarron    | Yamaha            | 44"46'0      | 5    | 12     |
| 3   | Donnie Robinson     | Spondon-Yamaha    | 45"12'9      |      | 10     |
| 4   | Eero Hyvärinen      | Yamaha            | 45"50'0      |      | 8      |
| 5   | Tony Head           | Yamaha            | 45"51'9      |      | 6      |
| 6   | Pierre Bolle        | Yamaha            |              |      | 5      |
| 7   | Eric Saul           | Chevallier-Yamaha |              | 9    | 4      |
| 8   | Patrick Fernandez   | Bimota-Bartol     |              | 7    | 3      |
| 9   | Alan North          | Bimota-Yamaha     |              | 6    | 2      |
| 10  | Roger Sibille       | Yamaha            |              |      | 1      |
| 11  | Reino Eskelinen     | Yamaha            |              |      |        |
| 12  | Bruno Luscher       | Yamaha            |              |      |        |
| 13  | Andreas Berger      | Yamaha            |              |      |        |
| 14  | Edwin Weibel        | Yamaha            |              |      |        |
| 15  | Christer Eliasson   | Yamaha            |              |      |        |
| 16  | Markku Loponen      | Yamaha            |              |      |        |
| 17  | Steve Williams      | Yamaha            |              |      |        |
| DNF | Didier de Radiguès  | Chevallier-Yamaha | Voortandwiel | 1    |        |
| DNF | Carlos Lavado       | Yamaha            | Val          | 3    |        |
| DNF | Gustav Reiner       | Yamaha            |              |      |        |
| DNF | Wolfgang von Muralt | Yamaha            |              |      |        |
| DNF | Jeffrey Sayle       | Armstrong         |              |      |        |
| DNF | Martin Wimmer       | Spondon-Yamaha    | Gestopt      |      |        |
| DNF | Siegfried Minich    | Rotax             |              |      |        |
| DNF | Massimo Matteoni    | Yamaha            |              | 10   |        |
| DNF | Thierry Espié       | Chevallier-Yamaha |              | 8    |        |
| DNF | Pekka Nurmi         | Yamaha            | Val          |      |        |
| DNF | Karl-Thomas Grässel | Yamaha            |              |      |        |
| DNF | Svend Andersen      | Yamaha            |              |      |        |
| DNS | Jean-François Baldé | Kawasaki          | Blessure     | 2    |        |
| DNQ | Mar Schouten        | Yamaha            | Blessure     |      |        |

### Top tien WK-tussenstand 350 cc
| Pos. | Coureur             | Motorfiets        | Ptn. |
| ---- | ------------------- | ----------------- | ---- |
| 1    | Jean-François Baldé | Kawasaki          | 57   |
| 1    | Toni Mang           | Kawasaki          | 57   |
| 3    | Didier de Radiguès  | Chevallier-Yamaha | 49   |
| 4    | Eric Saul           | Chevallier-Yamaha | 36   |
| 5    | Carlos Lavado       | Yamaha            | 35   |
| 6    | Alan North          | Bimota-Yamaha     | 25   |
| 7    | Christian Sarron    | Yamaha            | 24   |
| 8    | Patrick Fernandez   | Bimota-Bartol     | 21   |
| 9    | Jacques Cornu       | Yamaha            | 17   |
| 10   | Donnie Robinson     | Yamaha            | 15   |

## 250 cc
Terwijl Carlos Lavado, Toni Mang en Didier de Radiguès een slechte start hadden, nam Roland Freymond bij de start de leiding, met Sito Pons en Jean-Michel Mattioli als tweede en derde. Al snel kwam Christian Sarron op de tweede plaats en De Radiguès nam zelfs de eerste plaats van Freymond over nadat die een keer rechtdoor was gegaan. Uiteindelijk wilde De Radiguès niet te veel risico lopen, want zijn belangrijkste race moest nog komen. Hij liet Sarron de overwinning grijpen en nam genoegen met de tweede plaats. Jean François Baldé viel in de derde ronde en brak zijn voet, waardoor hij in de 350cc-race niet kon starten.

### Uitslag 250 cc
| Pos | Coureur                | Merk                 | Tijd     | Grid | Punten |
| --- | ---------------------- | -------------------- | -------- | ---- | ------ |
| 1   | Christian Sarron       | Yamaha               | 49"00'2  | 8    | 15     |
| 2   | Didier de Radiguès     | Chevallier-Yamaha    | 49"01'9  | 1    | 12     |
| 3   | Sito Pons              | Kobas-Rotax          | 49"23'7  |      | 10     |
| 4   | Jean-Michel Mattioli   | Yamaha               | 49"24'8  |      | 8      |
| 5   | Carlos Lavado          | Yamaha               | 49"37'3  | 3    | 6      |
| 6   | Toni Mang              | Kawasaki             |          | 5    | 5      |
| 7   | Jean-Louis Tournadre   | Yamaha               |          | 12   | 4      |
| 8   | Jean-Louis Guignabodet | Kawasaki             |          | 10   | 3      |
| 9   | Bengt Elgh             | Yamaha               |          |      | 2      |
| 10  | Tony Head              | Waddon Ehrlich-Rotax |          |      | 1      |
| 11  | Eero Hyvärinen         | Yamaha               |          |      |        |
| 12  | Pekka Nurmi            | Yamaha               |          |      |        |
| 13  | Paul Harris            | Yamaha               |          |      |        |
| 14  | Jussi Hautaniemy       | Yamaha               |          |      |        |
| 15  | Jean-Marc Toffolo      | Yamaha               |          |      |        |
| 16  | Patrick Fernandez      | Bimota-Bartol        |          |      |        |
| 17  | Pierluigi Aldrovandi   | Yamaha               |          |      |        |
| 18  | José Moreno            | Yamaha               |          |      |        |
| 19  | Etienne Geeraerd       | Armstrong            |          |      |        |
| 20  | Jarno Liitia           | Rotax                |          |      |        |
| DNF | Roland Freymond        | MBA                  | Motor    | 4    |        |
| DNF | Martin Wimmer          | Spondon-Yamaha       | Gestopt  | 9    |        |
| DNF | Paolo Ferretti         | MBA                  |          |      |        |
| DNF | Christian Estrosi      | Pernod               | Gestopt  | 2    |        |
| DNF | Thierry Espié          | Pernod               | Val      |      |        |
| DNF | Massimo Matteoni       | Yamaha               |          |      |        |
| DNF | Gabriel Grabia         | Yamaha               |          |      |        |
| DNF | Pierre Bolle           | Yamaha               |          |      |        |
| DNF | Jacques Bolle          | Yamaha               | Val      | 7    |        |
| DNF | Hans Müller            | MBA                  | Val      | 7    |        |
| DNF | Jean-François Baldé    | Kawasaki             | Val      | 6    |        |
| DNS | Donnie Robinson        | Spondon-Yamaha       |          |      |        |
| DNQ | Mar Schouten           | MBA                  | Blessure |      |        |

### Top tien WK-tussenstand 250 cc
| Pos. | Coureur                | Motorfiets        | Ptn. |
| ---- | ---------------------- | ----------------- | ---- |
| 1    | Jean-Louis Tournadre   | Yamaha            | 86   |
| 2    | Toni Mang              | Kawasaki          | 84   |
| 3    | Roland Freymond        | MBA               | 54   |
| 4    | Didier de Radiguès     | Chevallier-Yamaha | 38   |
| 5    | Martin Wimmer          | Spondon-Yamaha    | 30   |
| 6    | Jean-Louis Guignabodet | Kawasaki          | 29   |
| 7    | Jeffrey Sayle          | Armstrong         | 27   |
| 8    | Christian Sarron       | Yamaha            | 26   |
| 9    | Carlos Lavado          | Yamaha            | 24   |
| 10   | Paolo Ferretti         | MBA               | 22   |
| 10   | Jean-François Baldé    | Kawasaki          | 22   |

## 125 cc
Ricardo Tormo startte als snelste in Zweden, maar viel waardoor Iván Palazzese de leiding overnam. Palazzese toonde zich een echte regenrijder, want na de toch al kletsnatte 250cc-race stroomde het water over het circuit, maar hij reed bijna alle concurrenten op een ronde. August Auiner werd tweede en thuisrijder Johnny Wickström profiteerde van het feit dat Eugenio Lazzarini met ontstekingsproblemen terugviel naar de vijfde plaats. Daarmee stelde Lazzarini wel zijn tweede plaats in het wereldkampioenschap veilig. Maurizio Vitali kon niet profiteren van de Garelli die hij van Ángel Nieto mocht overnemen (wereldkampioen Nieto was op vakantie). Al in de trainingen had hij moeite met de machine die veel sterker was dan zijn eigen MBA en in de race viel hij, zoals zo velen.   

### Uitslag 125 cc
| Pos | Coureur              | Merk       | Tijd     | Grid | Punten |
| --- | -------------------- | ---------- | -------- | ---- | ------ |
| 1   | Iván Palazzese       | MBA        | 46"30'5  | 6    | 15     |
| 2   | August Auinger       | Bartol-MBA | 47"35'0  | 4    | 12     |
| 3   | Johnny Wickström     | MBA        | 48"27'9  | 9    | 10     |
| 4   | Pierluigi Aldrovandi | MBA        | 48"59'7  | 7    | 8      |
| 5   | Eugenio Lazzarini    | Garelli    | 49"09'8  | 2    | 6      |
| 6   | Domenico Brigaglia   | MBA        | +1 ronde | 10   | 5      |
| 7   | Anton Straver        | MBA        | +1 ronde | 15   | 4      |
| 8   | Jikka Jaakkola       | MBA        | +1 ronde |      | 3      |
| 9   | Jean-Claude Selini   | MBA        | +1 ronde |      | 2      |
| 10  | Roberto Ruosi        | MBA        | +1 ronde |      | 1      |
| 11  | Erich Klein          | MBA        | +1 ronde |      |        |
| 12  | Willy Pérez          | MBA        | +1 ronde |      |        |
| 13  | Bruno Kneubühler     | MBA        | +1 ronde | 5    |        |
| DNF | Maurizio Vitali      | Garelli    | Val      | 8    |        |
| DNF | Ricardo Tormo        | Sanvenero  |          | 3    |        |
| DNF | Hans Müller          | MBA        | Val      | 1    |        |
| DNQ | Ángel Nieto          | Garelli    | Vakantie |      |        |

### Top tien WK-tussenstand 125 cc
| Pos. | Coureur                      | Motorfiets | Ptn. |
| ---- | ---------------------------- | ---------- | ---- |
| 1    | Ángel Nieto (Wereldkampioen) | Garelli    | 111  |
| 2    | Eugenio Lazzarini            | Garelli    | 80   |
| 3    | Iván Palazzese               | MBA        | 63   |
| 4    | Pier Paolo Bianchi           | Sanvenero  | 59   |
| 5    | Pierluigi Aldrovandi         | MBA        | 52   |
| 6    | August Auinger               | Bartol-MBA | 50   |
| 7    | Ricardo Tormo                | Sanvenero  | 48   |
| 8    | Hans Müller                  | MBA        | 41   |
| 9    | Jean-Claude Selini           | MBA        | 37   |
| 10   | Johnny Wickström             | MBA        | 33   |

## Zijspannen
Door de problemen die de solorijders ondervonden was het duidelijk dat de zijspancombinaties met hun brede banden veel problemen door aquaplaning zouden krijgen en Rolf Biland stelde voor niet te starten. Werner Schwärzel en Egbert Streuer waren het daarmee eens, maar o.a. Alain Michel en Jock Taylor wilden rijden. Dat dwong ook de anderen te rijden. Rolf Biland/Kurt Waltisperg reden aan de leiding voor Alain Michel/Michael Burkhardt, Werner Schwärzel/Andreas Huber en Jock Taylor/Benga Johansson. In de vierde ronde reed Taylor op het rechte stuk voor de pit aan de rechterkant van de weg, toen het zijspanwiel werd gegrepen door een waterplas, ontstaan door spoorvorming. De combinatie tolde in het rond en vouwde zich rond een onbeschermde houten lichtmast. Johansson werd uit het zijspan geslingerd en kwam met de schrik vrij, maar Taylor zat bekneld in zijn combinatie. Een aantal brandweermensen schoot te hulp om Taylor uit zijn zijspancombinatie te zagen en baanposten vroegen de organisatie de race te staken, maar dat werd geweigerd. Volgens Egbert Streuer (na de race) werden ook de gele vlaggen niet gerespecteerd en werd hij terwijl die vlaggen werden gezwaaid op volle snelheid gepasseerd door Pentti Niininvara, Jean-François Monnin en Patrick Thomas. In de zesde ronde verloor ook Niinivara de controle en hij botste op de machine van Taylor, die nog steeds niet bevrijd was. Hierbij brak een brandweerman een been, net als Niinivara's passagier Vesa Bienek en werden vier hulpverleners lichtgewond. Een ronde later werd de race eindelijk stilgelegd. Bienek ging naar een ziekenhuis in Imatra, maar Jock Taylor werd naar een speciaal ziekenhuis in Lappeenranta gebracht, waar hij aan interne bloedingen overleed. Er werd wel vastgesteld dat de botsing van Niinivara geen invloed had gehad op de dood van Jock Taylor. De organisatie durfde het ondanks alles aan om de rijders te vragen de race te herstarten, omdat er niet voldoende ronden waren voltooid om de race te laten tellen voor het wereldkampioenschap, maar daar was niemand meer toe bereid. Men verliet Finland dus zonder punten.
Pas een maand later realiseerde de FIM zich dat men in Finland een enorme blunder had begaan. Artikel 0748 van het FIM-reglement schreef namelijk voor dat, wanneer een race langer dan twee ronden maar minder dan 75% van de geplande afstand had geduurd, men halve punten moest toekennen. Daardoor werd de uitslag pas begin september aangepast, op het moment dan Werner Schwärzel en Andreas Huber hun kampioenschap al gevierd hadden.

### Uitslag zijspannen
(Na zeven ronden afgebroken, waardoor slechts de helft van de WK-punten werden toegekend)
| Pos | Coureur              | Bakkenist          | Merk                  | Tijd    | Grid | Punten          |
| --- | -------------------- | ------------------ | --------------------- | ------- | ---- | --------------- |
| 1   | Rolf Biland          | Kurt Waltisperg    | Krauser-LCR-Yamaha    | 16"53'6 | 1    | 7,5             |
| 2   | Alain Michel         | Michael Burkhardt  | Krauser-Seymaz-Yamaha | 17"18'7 | 3    | 6               |
| 3   | Werner Schwärzel     | Andreas Huber      | Krauser-Seymaz-Yamaha | 17"33'4 | 2    | 5               |
| 4   | Patrick Thomas       | Jean-Marc Fresc    | Seymaz-Yamaha         |         | 8    | 4               |
| 5   | Jean-François Monnin | Paul Gerard        | Seymaz-Yamaha         |         |      | 3               |
| 6   | Egbert Streuer       | Bernard Schnieders | LCR-Yamaha            |         | 6    | 2,5             |
| 7   | Trevor Ireson        | Donnie Williams    | Ireson-Yamaha         |         |      | 2               |
| 8   | Dennis Bingham       | Julia Bingham      | Yamaha                |         | 10   | 1,5             |
| 9   | Rolf Steinhausen     | Hermann Hahn       | Busch-Yamaha          |         |      | 1               |
| 10  | Gérald Corbaz        | Yvan Hunziker      | Seymaz-Yamaha         |         |      | 0,5             |
| DNF | Jock Taylor          | Benga Johansson    | Fowler-Windle-Yamaha  | Ongeval | 4    | Jock Taylor (†) |
| DNF | Pentti Niininvara    | Vesa Bienek        | Onbekend              |         | 7    |                 |

### Gecorrigeerde top tien WK-tussenstand zijspanklasse
| Pos. | Coureur          | Bakkenist                     | Motorfiets            | Ptn. |
| ---- | ---------------- | ----------------------------- | --------------------- | ---- |
| 1    | Rolf Biland      | Kurt Waltisperg               | Krauser-LCR-Yamaha    | 67,5 |
| 2    | Werner Schwärzel | Andreas Huber                 | Krauser-Seymaz-Yamaha | 57   |
| 3    | Egbert Streuer   | Bernard Schnieders            | LCR-Yamaha            | 35,5 |
| 4    | Jock Taylor (†)  | Benga Johansson               | Fowler-Windle-Yamaha  | 33   |
| 5    | Alain Michel     | Michael Burkhardt             | Krauser-Seymaz-Yamaha | 30   |
| 6    | Patrick Thomas   | Jean-Marc Fresc/ Horst Juhant | Seymaz-Yamaha         | 19   |
| 7    | Steve Abbott     | Shaun Smith                   | Yamaha                | 16   |
| 7    | Dennis Bingham   | Julia Bingham                 | Yamaha                | 16   |
| 9    | Gérald Corbaz    | Yvan Hunziker                 | Seymaz-Yamaha         | 10,5 |
| 10   | Derek Jones      | Brian Ayres                   | LCR-Yamaha            | 9    |

## Trivia

### Didier de Radiguès
Didier de Radiguès had zowel in de 250- als de 350cc-klasse als snelste getraind, maar de 350cc-race was voor hem het belangrijkste. Hij had dan ook de GP van Zweden op het laatste moment laten schieten om zijn ontstoken sleutelbeen te laten behandelen en fit te zijn voor de 350cc-race van Finland. Hij viel echter uit door een losgelopen voortandwiel. Geluk bij een ongeluk was dat concurrent Jean-François Baldé door een gebroken voet ook geen punten kon scoren, maar Toni Mang ging de Radiguès in de WK-stand voorbij.

### Startgeld
Jock Taylor wilde in tegenstelling tot anderen wel rijden in Finland, omdat hij het startgeld niet wilde of kon missen. Hij zei: "Racing is racing. We ride for the money and we go home."

### Vakantie is ook rust
Ángel Nieto had al tijdens de Britse Grand Prix gezegd dat hij na de GP van Zweden op vakantie zou gaan en zijn Garelli ter beschikking zou stellen aan Maurizio Vitali. Hij was echter ingeschreven voor de Finse Grand Prix en zou een boete wegens contractbreuk krijgen. Hij wist echter een attest van een Spaanse arts te krijgen, die verklaarde dat Nieto "rust nodig had".

### Koud
Anton Straver werd zevende met een ronde achterstand op Iván Palazzese, maar was daar niet rouwig om. Hij zat gewoon te wachten tot hij op een ronde gereden werd, want daardoor hoefde hij ook een ronde minder te rijden. Hij had het nog nooit zo koud gehad op een motorfiets.

### Einde verhaal
Het zat zijspancoureur Hein van Drie niet mee. Hij kon geen gebruik maken van zijn vaste Bakkenist Martin van 't Klooster, maar vond de Zweed Bjargestadt bereid in het zijspan te stappen. Die had nog nooit gereden met een moderne zijspancombinatie en moest dus eerst ingewerkt worden. Ze kwalificeerden zich als 21e, maar toen ging de ontsteking stuk en konden ze niet starten. Voor Van Drie was het de druppel die de emmer deed overlopen. Hij was door zijn budget heen en besloot zijn carrière per direct te beëindigen.

### Trouwe fan
Toen de veerboot uit de haven van Stockholm vertrok met de GP-teams voor de Finse Grand Prix aan boord, stond er in de haven een Nederlander op klompen. Hij wachtte op de vrachtauto van Boet van Dulmen en was bang dat die te laat kwam om de boot nog te halen. Van Dulmen reisde echter niet naar Finland, want de 500cc-klasse reed daar niet.

### Dokter in de buurt?
Dr. Johan Derweduwen was een botspecialist die zeer veel sporters, vooral motorsporters, bijstond. Zijn expertise op het gebied van breuken zorgde ervoor dat veel coureurs zeer snel weer terug op de motorfiets konden stappen. Zo stelde Jack Middelburg alle vertrouwen in de dokter, want hij kampte met grote problemen door een pen in zijn been die maar bleef ontsteken. In september 1982 had Derweduwen zelf een botspecialist nodig: toen hij op een krukje ging staan om een mug dood te slaan viel hij en brak hij een pols.
1932 · 1948 · 1949 · 1950 · 1951 · 1952 · 1953 · 1954 · 1955 · 1956 · 1957 · 1958 · 1959 · 1960 · 1961 · 1962 · 1963 · 1964 · 1965 · 1966 · 1967 · 1968 · 1969 · 1970 · 1971 · 1972 · 1973 · 1974 · 1975 · 1976 · 1977 · 1978 · 1979 · 1980 · 1981 · 1982